# Legio II Traiana Fortis
Legio II Traiana Fortis (Trajanus' sterke 2e legioen) was een Romeins legioen, opgericht door keizer Trajanus in 105. Het symbool van het 2e legioen was Herakles.
Het 2e legioen Traiana Fortis werd samen met het 30e legioen Ulpia Victrix in 105 opgericht door Trajanus voor de Dacische Oorlogen en had als eerste standplaats dan ook Dacia. Na de verovering van Dacië werd het legioen mogelijk naar Arabia gestuurd, maar het kan ook nog een tijd in Dacië zijn gebleven.
Vanaf 115 vocht het 2e legioen in Trajanus' campagne tegen de Parthen en in 117 werd het gestationeerd in de onrustige provincie Judaea. In 125 werd het legioen verplaatst naar Alexandria et Aegyptus, waar het samen met het 22e legioen Deiotariana in Alexandrië werd gelegerd. Tussen 132 en 136 keerde het 22e terug naar Judaea om de opstand van Simon bar Kochba neer te slaan. Tijdens de Romeinse Burgeroorlog (193-197) koos het legioen in eerste instantie voor Pescennius Niger, maar kort voor het einde van de oorlog liep het legioen over naar diens rivaal Septimius Severus.
Begin 3e eeuw vocht het 2e legioen onder keizer Caracalla tegen de Germanen. In de Lijst van Dignitarissen (Notitia Dignitatum), een document uit het begin van de 5e eeuw, wordt het legioen nog vermeld en volgens dit document was het toen in Egypte gelegerd.